# Casa Rialp
La Casa Rialp és un edifici modernista situat als carrer dels Dominics i de Vendrell, al barri de Sant Gervasi - la Bonanova de Barcelona, catalogat com a bé cultural d'interès local.

## Història
Va ser projectat el 1904 per l'arquitecte Joan Rubió i Bellver com a com a residència unifamiliar de Claudi de Rialp Navinés. Les obres es van iniciar el 1908, i el 1910, Joaquim Torres i Garcia que havia col·laborat amb Rubió i Gaudí en la restauració de la catedral de Mallorca, va decorar el menjador amb pintures.
A la dècada dels 1960, l'edifici va ser reformat i la planta baixa va ser ampliada per l'estudi MBM (Bohigas-Martorell-Mackay), mutilant les pintures de Torres i Garcia, que foren restaurades el 1989 per Anna Miquel i Antònia Heredero.

## Descripció
És un edifici aïllat envoltat de jardí. Es tracta d'una construcció volumètricament molt irregular, ja que presenta diversos nivells que conformen un alçat esglaonat. S'organitza a partir d'un cos quadrangular de tres nivells, amb coberta de pavelló, del que surten dos cossos rectangulars més, també de tres nivells, coberts a dues vessants. Aquests elements són ampliats per altres cossos cúbics de diferents alçades. D'aquesta manera, es combinen cossos d'un únic nivell amb altres de dos nivells, coberts amb terrats plans transitables, que proporcionen a l'edifici nombroses terrasses tancades per balustrades. L'element més alt i que caracteritza l'edifici, és la torre mirador poligonal -aixecada sobre la caixa d'escales del cos central - coronada per una agulla piramidal
Pel que fa a les façanes, com es habitual en la plàstica de Rubió i Bellver, es caracteritza per un revestiment amb un paredat comú de pedres irregulars que contrasta amb el maó vist de la planta superior. El maó també és utilitzat en l'emmarcament de les diferents obertures arquitectòniques. Cal destacar la solució de les finestres de la primera planta, amb un joc de petites rajoles de ceràmica vidriada llises de color marró i verdes amb motiu vegetal.